# Милосав Стиковић
Милосав Стиковић (Toци, код Пријепоља, 23. мај 1914 — близина Тјентишта, јун 1943) био јр учесник Народноослободилачке борбе и народни херој Југославије.

## Биографија
Рођен је 23. маја 1914. године у селу Тоци, код Пријепоља. Завршио је основну школу, а потом и гимназију. Као студент на Београдском универзитету, прикључио се револуционарном студентском покрету. Због своје активности, био је под присмотром београдске полиције, која га је често прогањала и неколико пута затварала.
Године 1941, Стиковић је био један од организатора устанка у Санџаку. Исте године примљен је за члана Комунистичке партије Југославије. Постао је командир прве партизанске чете у милешевском срезу.
Јачањем партизанских снага, непријатељ је почео жешће да напада партизане, тако да су били принуђени да напуштају Србију и прелазе у Босну. На окупираној територији Санџака остале су мање партизанске јединице. С њима је остао и Стиковић, као позадински партијско-политички радник. Организовао је и окупљао симпатизере око Народноослободилачког покрета.
Окупатори и домаћи сарадници су му, у знак одмазде, побили готово целу породицу. У борби су му погинула и два брата.
Са својом јединицом учествовао је у борбама током Пете непријатељске офанзиве 1943. године. При повратку са Сутјеске, сукобио се са четницима. Борио се док је имао муниције, а након тога је последњим метком себи одузео живот како не би жив пао непријатељу у руке.
Указом председника Федеративне Народне Републике Југославије Јосипа Броза Тита, 27. новембра 1953. године, проглашен је за народног хероја.
Основна школа у Пријепољу носи његово име.